# Heterischnus olsoufieffi
Heterischnus olsoufieffi là một loài tò vò trong họ Ichneumonidae.